# Le Dancourt
Pour les articles homonymes, voir Dancourt.
Le Dancourt est une localité de Donchery et une ancienne commune française, située dans le département des Ardennes en région Grand Est.
Elle est créée en 1793 sur le territoire de la commune de Donchery, puis réabsorbée par cette dernière en 1828.

## Histoire
La communauté des paysans eut à souffrir de la Fronde et de la guerre franco-espagnole qui lui était connexe. La Statistique  des élections de Reims, Rethel et Sainte-Ménehould dressée en 1657 par le sieur Terruel en vue du projet de cadastre général de la généralité de Chalons, ensuite du projet du maréchal de Fabert indique :
« Lédancourt, à M. de Mantoue. — Autrefois 14 hab. et 7 charrues. — Terr. lab. méd. 154 arpents, partie bon, 2 aux hab., le reste aux censes des villes. — Prés 76 arpents, dont 2 aux hab. — Bois en commun avec Donchery. — Charrues 3. — Mén. 5 et 1 demi. — Taille 22 livres — en 1657, 150 livres. — P. à Luxembourg 143 livres., à Rocroy 55. — Comptent 9 maisons brûlées ou démolies par le feu de guerre. »
Le Dictionnaire universel de la France ancienne & moderne  de 1726, considère le Dancourt comme un village à part entière : « le DANCOURT, dans la Champagne, Diocèse de Reims, Parlement de Paris, Intendance de Châlons, Election de Rhetel, a 41 habitans. »
Les villageois du Dancourt présentèrent un cahier de doléances, indépendamment à ceux de Donchery aux États généraux de 1789.
Il s'agissait d'une paroisse autonome. Elle fut intégrée à Donchery lors de la création des communes, probablement contre la volonté des habitants, qui obtinrent leur autonomie municipale trois ans plus tard.
La réabsorption de 1828, se fait dans un grand mouvement de fusion des communes de la fin du règne de Charles X.
Le Dictionnaire géographique de la France de 1839 indique que le Dancourt, hameau de Donchery, compte 67 habitants.

## Administration
| Période                                  | Période | Identité | Étiquette | Qualité |
| ---------------------------------------- | ------- | -------- | --------- | ------- |
| Les données manquantes sont à compléter. |         |          |           |         |
|                                          |         |          |           |         |

## Démographie
| 1793 | 1800 | 1806 | 1821 |
| ---- | ---- | ---- | ---- |
| 51   | 60   | 61   | 82   |

Histogramme

(élaboration graphique par Wikipédia)

## Lieux & monuments
- Le Dancourt compte une église du XIIIe siècle abattue en partie dans les années 70 par souhait de la mairie car elle était  à l’abandon. Une association est en voie de refaire le clocher et installer une cloche, grâce à la Fondation du patrimoine.